# 港中醫院

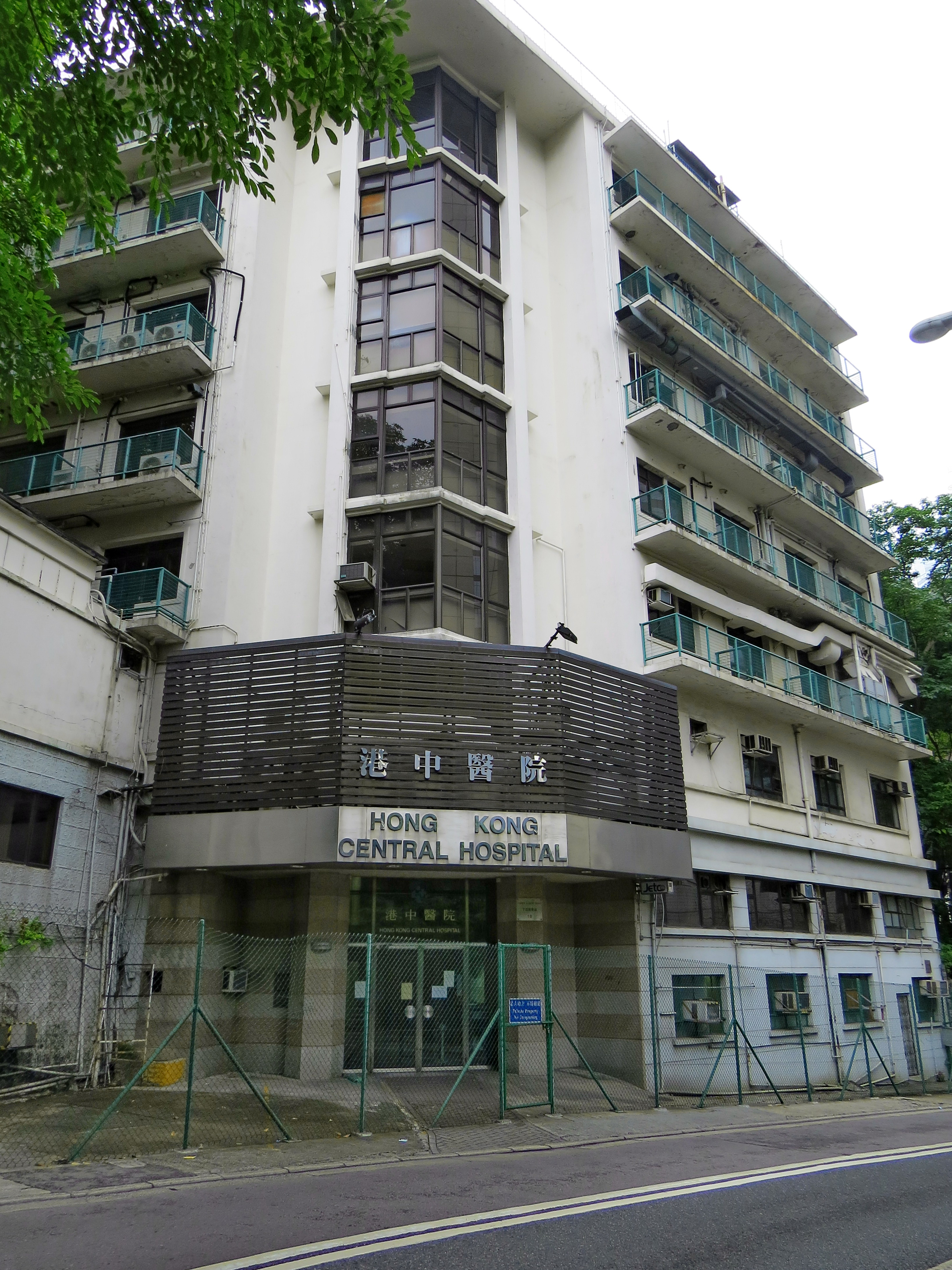
已關閉的港中醫院，前方道路為下亞厘畢道。

港中醫院（英語：Hong Kong Central Hospital），是香港一家已結業的非牟利私家醫院，由一批醫生以基金形式運作，舊址位於中西區下亞厘畢道，近雪廠街以南山腰，禮賓府在附近；醫院大樓屬香港聖公會物業，全盛時期跟養和醫院齊名。大樓原名為 Stanton House，乃紀念聖公會首名來港牧師Vincent John Stanton，因戰亂曾變成傳教士避難所，並接濟不少由廣州到港的私立嶺南大學醫學院畢業生，成為聖公會傳教士的醫療中心，後來租予他們開辦醫院。港中醫院的啟用不遲於1960年（比如報道則說明該院早於1960年已開始運作，唯實際運作年期不明</ref>）
港中醫院前身為聖保羅書院原址。按2012年法院判決，港中醫院須將租用的主教山地皮交還聖公會，由於找不到其他地方，已於同年9月3日結業，是香港首家結業的私營醫院。結業前港中醫院每年處理香港六成的合法墮胎個案。
港中醫院於2012年結業，一直荒廢至今，聖公會近年提出希望重建一座樓高25層的新私家醫院，但遇上城規會及地區阻力，落成無期。

## 服務範圍
廿四小時服務

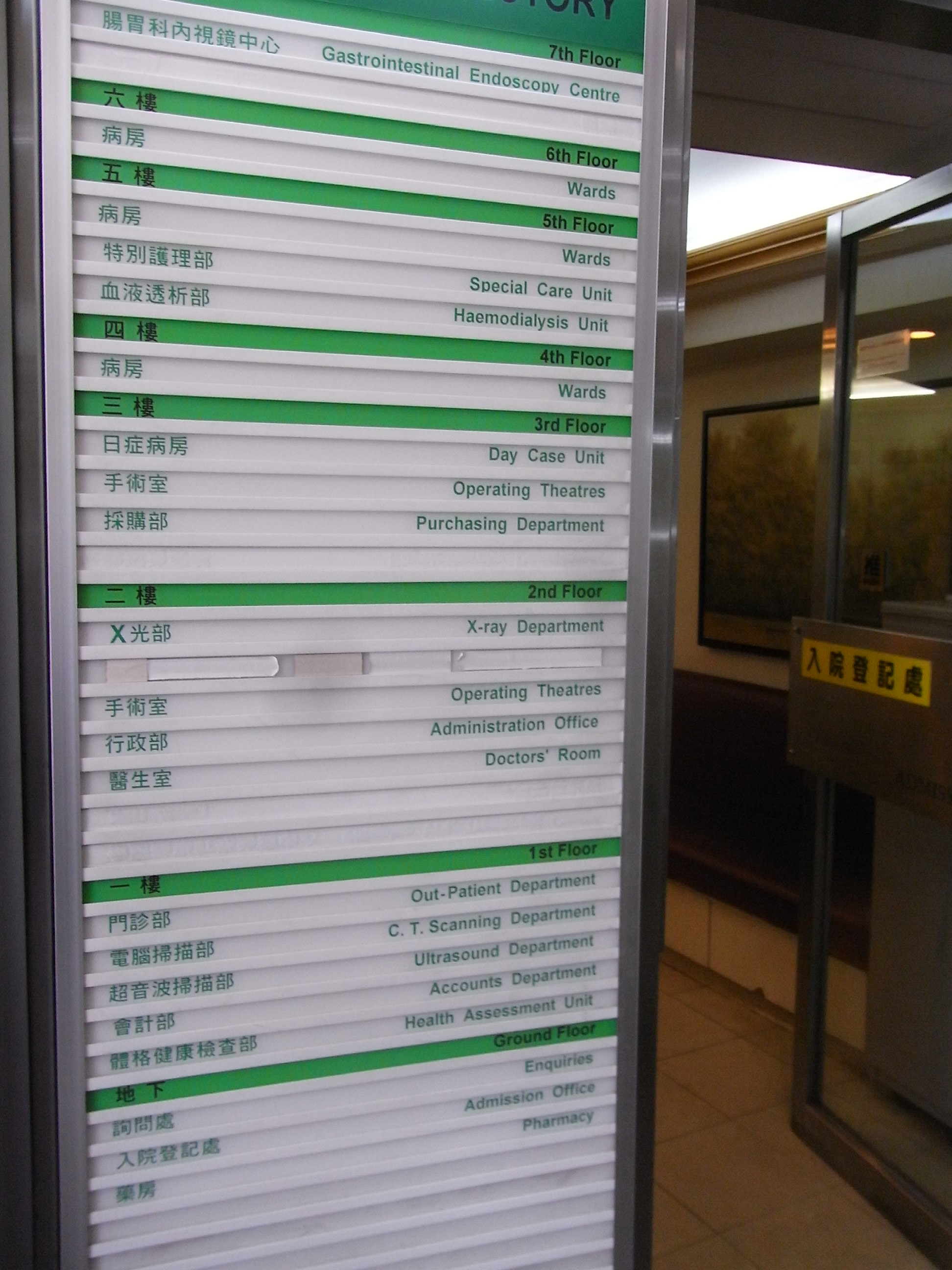
港中醫院地下的指示牌

- 普通科門診：由港中醫院聘請的駐院醫生為市民提供專業的醫療服務
- 手術室服務
- 病理檢驗
- 配藥
- X光及超音波掃描檢查
- 血液透析

日症醫療服務
- 日症病室
- 入職前體格檢查
- 內窺鏡檢查及治療：設有三間治療室，提供全面的內視鏡服務
- 睡眠分析研究：通過睡眠記錄分析儀，紀錄熟睡時的生理狀態，如呼吸、心跳、胸腹的起伏、眼球轉動、睡姿轉換、肢體活動、血液含氧量及腦電波等資料，經分析後能診斷睡眠窒息症患者。
- 美容激光治療
- 體外碎石治療
- 健康體格檢查
- 營養諮詢輔導
- 物理治療
- 分科門診

其他服務
- 特別護理部：設有4間單人房，裝設呼吸機、中央心臟觀察及廿四小時電腦遙遠監管心動系統，並設血液透析服務。
- 物理治療部：由資深物理治療師為病人提供復康服務

## 外部連結
- 港中醫院官方網址
- 香港私家醫院資料簡介 （页面存档备份，存于）